# Brasserie du couvent des Capucins de Liège
La brasserie du couvent des Capucins ou, pour être plus complet, l'ancienne brasserie de l'ancien couvent des Capucins de Liège est un bâtiment classé du centre de Liège en Belgique.

## Localisation
Bien que répertoriée au no 4 de la rue Montagne Sainte-Walburge, cette ancienne brasserie se trouve à plus de 250 m de cette rue, sur une voie secondaire menant au Voisinage des Cellites et à la chapelle Saint-Roch en Volière qui se situe à environ une cinquantaine de mètres.

## Chronologie
Jusqu'à la révolution liégeoise à la fin du XVIIIe siècle, la ville de Liège comptait de multiples couvent d'hommes ou de femmes. Parmi ceux-ci, le couvent des Capucins vient s'implanter à Liège vers 1598. Les Capucins reçoivent un domaine situé entre le collège des jésuites anglais, le couvent des clarisses et celui des frères cellites. Ce domaine n'étant bordé par aucune voirie, un chemin permet de relier le couvent des Capucins au reste de la ville via un portail donnant sur la rue des Anglais. La brasserie érigée vers 1750 est un élément tardif du couvent démoli. De ce dernier ne subsistent aujourd'hui que la brasserie et le portail d'entrée également classé et distants d'environ 150 m. La brasserie est devenue successivement une infirmerie puis une morgue pour l'hôpital psychiatrique voisin. Laissé à l'abandon puis restauré en 2012, le bâtiment abrite désormais des salles de séminaires et la bibliothèque du complexe de soins hospitaliers psychiatriques.

## Description
Bâti sur un terrain pente, ce bâtiment à base rectangulaire possède un haut soubassement de deux à trois mètres de hauteur en blocs de pierre calcaire et trois niveaux en brique de quatre travées sur les façades avant et arrière et trois travées sur les façades latérales. Les baies vitrées sont surmontées de linteaux bombés avec clé centrale réalisés au milieu du XVIIIe siècle. Deux médaillons en pierre sculptée représentent des bustes en armures surmontés des inscriptions : DAVID REX et IYDAS MACABEUS. On peut aussi observer des armoiries qui ont été bouchardées pendant la révolution liégeoise. Ces armoiries sont placées au-dessus d'un texte où figurent les noms des bourgmestres de Liège Jean-Erard de Coune et Mathieu de Raick ainsi que de Georges-Louis de Berghes, prince-évêque de Liège de 1724 à 1743.

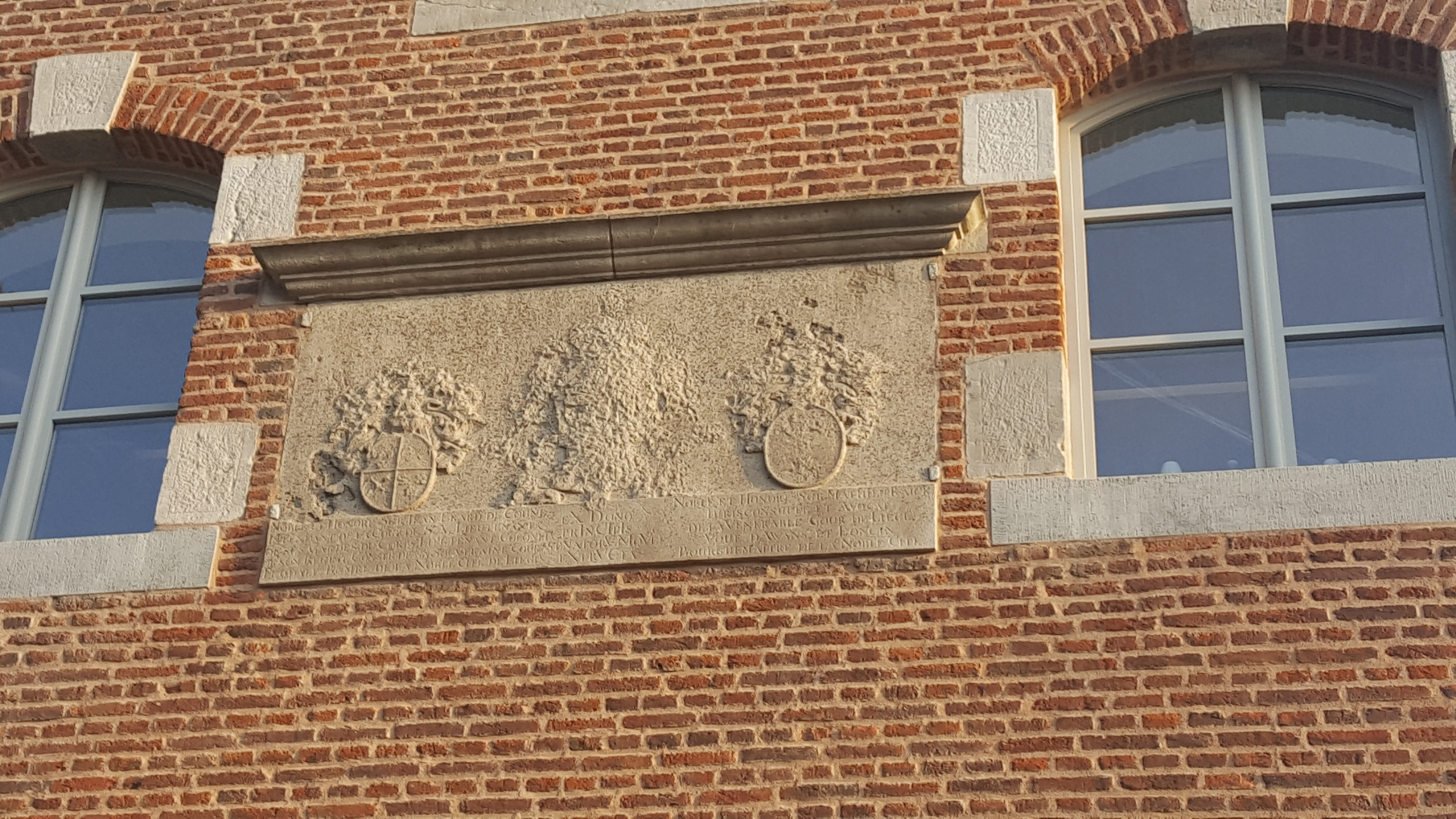
Armoiries bouchardées de la brasserie du couvent des Capucins

## Classement
L'ancienne brasserie et le vide bouteille du couvent des Frères Cellites sont repris sur la liste du patrimoine immobilier classé de Liège depuis 1992.